# Galica
Galica je trivialno (obče) ime za sulfat(VI) nekaterih dvovaletnih kovin.
Nekatere sulfate so poznali že alkimisti. Imenovali so jih vitriolna sol, slovensko galica. Naziv izhaja iz latinske besede vitreolum – steklast, ker so takšni nekateri njihovi prozorni kristali.
- zelena galica ali zeleni vitriol je železov(II) sulfat heptahidrat FeSO4•7H2O,
- modra galica ali modri vitriol je bakrov(II) sulfat pentahidrat CuSO4•5H2O,
- bela galica ali beli vitriol je cinkov(II) sulfat heptahidrat ZnSO4•7H2O.

- zelena galica
- modra galica
- bela galica